# Retardation
Retardation (inbromsning) innebär negativ acceleration och anger negativ förändring av hastighet per tidsenhet. Retardation/deceleration innebär alltså att något, eller någon, exempelvis en individ minskar i hastighet.
Retardation är talspråk, inom fysiken är retardation inte ett begrepp, all förändring av hastighet över tid är en acceleration, positiv eller negativ.
På engelska betyder retardation snarare "försening/eftersatt". En motors tändpunkt är försenad jämfört med TDC, underhåll kan vara eftersatt jämfört med önskat.